# Sarei
Sarei (em latim: Saraei) ou Xarai (em armênio: Շարայ; romaniz.: Šaray) foi um figura lendária, cuja existência foi citada na História da Armênia de Moisés de Corene. Segundo o relato, era um dos filhos de Arameis e irmão de Amásia. Alega-se que era glutão e seu pai o enviou com sua comitiva para uma planície fértil na qual fluíam riachos vindos do monte Aragats. Essa planície seria chamada, em referência a Sarei, Siracena (Xiraque). A glutonaria de Sarei supostamente teria dado origem ao dito camponês: "Se tu tens a garganta de Sarei, eles dizem, não temos os celeiros de Siracena.". Da descendência de Sarei nasceria Guxar, cujos descendentes seriam vitaxas de Gogarena.